# Syngonium
Genre
Syngonium est un genre de plantes de la famille des Aracées.

## Liste d'espèces
Selon BioLib (16 avril 2022) :
- Syngonium angustatum Schott
- Syngonium armigerum (Standl. & L.O. Williams) Croat
- Syngonium atrovirens G.S. Bunting
- Syngonium auritum (L.) Schott
- Syngonium castroi Grayum
- Syngonium chiapense Matuda
- Syngonium chocoanum Croat
- Syngonium crassifolium (Engl.) Croat
- Syngonium dodsonianum Croat
- Syngonium erythrophyllum Birdsey ex G.S. Bunting
- Syngonium foreroanum Croat
- Syngonium gentryanum Croat
- Syngonium harlingianum Croat
- Syngonium hastiferum (Standl. & L.O. Williams) Croat
- Syngonium hastifolium Engl.
- Syngonium hoffmannii Schott
- Syngonium laterinervium Croat
- Syngonium llanoense Croat
- Syngonium macrophyllum Engler
- Syngonium mauroanum Birdsey ex G.S. Bunting
- Syngonium meridense G.S. Bunting
- Syngonium neglectum Schott
- Syngonium oduberi T. Ray
- Syngonium podophyllum Schott
- Syngonium rayi Grayum
- Syngonium sagittatum G.S. Bunting
- Syngonium salvadorense Schott
- Syngonium schottianum H. Wendl. ex Schott
- Syngonium sparreorum Croat
- Syngonium standleyanum G.S. Bunting
- Syngonium steyermarkii Croat
- Syngonium triphyllum Birdsey ex Croat
- Syngonium wendlandii Schott
- Syngonium yurimaguense Engl.

Selon ITIS (16 avril 2022) :
- Syngonium angustatum Schott
- Syngonium auritum (L.) Schott
- Syngonium podophyllum Schott

Selon World Checklist of Selected Plant Families (WCSP) (16 avril 2022) :
- Syngonium adsettiorum Croat, O.Ortiz & J.S.Harrison (2019)
- Syngonium angustatum Schott (1858)
- Syngonium armigerum (Standl. & L.O.Williams) Croat (1981 publ. 1982)
- Syngonium auritum (L.) Schott (1829)
- Syngonium bastimentoense O.Ortiz & Croat (2019)
- Syngonium brewsterense Croat & Delannay (2019)
- Syngonium castroi Grayum (1997)
- Syngonium chiapense Matuda (1950)
- Syngonium chocoanum Croat (1981 publ. 1982)
- Syngonium churchillii Croat & O.Ortiz (2019)
- Syngonium crassifolium (Engl.) Croat (1981 publ. 1982)
- Syngonium dodsonianum Croat (1981 publ. 1982)
- Syngonium erythrophyllum Birdsey ex G.S.Bunting (1966)
- Syngonium foreroanum Croat (1981 publ. 1982)
- Syngonium gentryanum Croat (1981 publ. 1982)
- Syngonium hastiferum (Standl. & L.O.Williams) Croat (1981 publ. 1982)
- Syngonium hastifolium Engl. (1905)
- Syngonium hoffmannii Schott (1858)
- Syngonium laterinervium Croat (1981 publ. 1982)
- Syngonium litense Croat (2019)
- Syngonium llanoense Croat (1981 publ. 1982)
- Syngonium macrophyllum Engl. (1920)
- Syngonium mauroanum Birdsey ex G.S.Bunting (1966)
- Syngonium meridense G.S.Bunting (1975)
- Syngonium neglectum Schott (1859)
- Syngonium oduberi T.Ray (1980)
- Syngonium podophyllum Schott (1851)
  - variété Syngonium podophyllum var. peliocladum (Schott) Croat (1981 publ. 1982)
  - variété Syngonium podophyllum var. podophyllum
- Syngonium purpureospathum Croat & Raz (2019)
- Syngonium rayi Grayum (1997)
- Syngonium sagittatum G.S.Bunting (1965)
- Syngonium salvadorense Schott (1858)
- Syngonium schottianum H.Wendl. ex Schott (1860)
- Syngonium sparreorum Croat (1981 publ. 1982)
- Syngonium standleyanum G.S.Bunting (1966)
- Syngonium steyermarkii Croat (1981 publ. 1982)
- Syngonium tacotalpense Diaz Jim. & Croat (2019)
- Syngonium triphyllum Birdsey ex Croat (1981 publ. 1982)
- Syngonium wendlandii Schott (1858)
- Syngonium yurimaguense Engl. (1905)

Selon NCBI (16 avril 2022) :
- Syngonium angustatum Schott
- Syngonium auritum (L.) Schott
- Syngonium erythrophyllum Birdsey ex G.S.Bunting, 1966
- Syngonium podophyllum Schott
- Syngonium triphyllum Birdsey ex Croat
- Syngonium wendlandii Schott

Selon The Plant List (16 avril 2022) :
- Syngonium angustatum Schott
- Syngonium angustifolium Schott
- Syngonium armigerum (Standl. & L.O.Williams) Croat
- Syngonium atrovirens G.S.Bunting
- Syngonium auritum (L.) Schott
- Syngonium castroi Grayum
- Syngonium chiapense Matuda
- Syngonium chocoanum Croat
- Syngonium crassifolium (Engl.) Croat
- Syngonium dodsonianum Croat
- Syngonium erythrophyllum Birdsey ex G.S.Bunting
- Syngonium foreroanum Croat
- Syngonium gentryanum Croat
- Syngonium harlingianum Croat
- Syngonium hastiferum (Standl. & L.O.Williams) Croat
- Syngonium hastifolium Engl.
- Syngonium hoffmannii Schott
- Syngonium laterinervium Croat
- Syngonium llanoense Croat
- Syngonium macrophyllum Engl.
- Syngonium mauroanum Birdsey ex G.S.Bunting
- Syngonium meridense G.S.Bunting
- Syngonium neglectum Schott
- Syngonium oduberi T.Ray
- Syngonium podophyllum Schott
- Syngonium rayi Grayum
- Syngonium sagittatum G.S.Bunting
- Syngonium salvadorense Schott
- Syngonium schottianum H.Wendl. ex Schott
- Syngonium sparreorum Croat
- Syngonium standleyanum G.S.Bunting
- Syngonium steyermarkii Croat
- Syngonium triphyllum Birdsey ex Croat
- Syngonium wendlandii Schott
- Syngonium yurimaguense Engl.

Selon Tropicos (16 avril 2022) (Attention liste brute contenant possiblement des synonymes) :
- Syngonium adsettiorum Croat, O. Ortiz & J.S. Harrison
- Syngonium affine Schott
- Syngonium albolineatum W. Bull
- Syngonium amazonicum Engl.
- Syngonium angustatum Schott
- Syngonium angustifolium Schott
- Syngonium apurense G.S. Bunting
- Syngonium armigerum (Standl. & L.O. Williams) Croat
- Syngonium atrovirens G.S. Bunting
- Syngonium auritum (L.) Schott
- Syngonium barbosae Croat
- Syngonium bastimentoense O. Ortiz & Croat
- Syngonium birdseyanum Croat
- Syngonium brewsterense Croat & Delannay
- Syngonium castroi Grayum
- Syngonium chiapense Matuda
- Syngonium chocoanum Croat
- Syngonium churchillii Croat & O. Ortiz
- Syngonium connatum Gleason
- Syngonium crassifolium (Engl.) Croat
- Syngonium decipiens Schott
- Syngonium dodsonianum Croat
- Syngonium donnell-smithii Engl.
- Syngonium erythrophyllum Birdsey ex G.S. Bunting
- Syngonium foreroanum Croat
- Syngonium gentryanum Croat
- Syngonium glaucopetiolatum Croat
- Syngonium gracile (Miq.) Schott
- Syngonium harlingianum Croat
- Syngonium hastiferum (Standl. & L.O. Williams) Croat
- Syngonium hastifolium Engl.
- Syngonium hoffmannii Schott
- Syngonium laterinervium Croat
- Syngonium litense Croat
- Syngonium llamasii Matuda
- Syngonium llanoense Croat
- Syngonium macrocarpum Engl.
- Syngonium macrophyllum Engl.
- Syngonium mauroanum Birdsey ex G.S. Bunting
- Syngonium meridense G.S. Bunting
- Syngonium morelosense Matuda
- Syngonium neglectum Schott
- Syngonium occidentale G.S. Bunting
- Syngonium oduberi T. Ray
- Syngonium oerstedianum Schott
- Syngonium peliocladum Schott
- Syngonium plumieri Schott
- Syngonium podophyllum Schott
- Syngonium poeppigii Schott
- Syngonium purpureospathum Croat & Raz
- Syngonium rayi Croat & Grayum
- Syngonium reticulatum Engl.
- Syngonium riedelianum Schott
- Syngonium rothschuhianum Engl.
- Syngonium ruizii Schott
- Syngonium sagittatum G.S. Bunting
- Syngonium salvadorense Schott
- Syngonium schottianum H. Wendl. ex Schott
- Syngonium sparreorum Croat
- Syngonium standleyanum G.S. Bunting
- Syngonium steyermarkii Croat
- Syngonium tacotalpense Díaz Jim. & Croat
- Syngonium ternatum Gleason
- Syngonium triphyllum Birdsey ex Croat
- Syngonium vellozianum Schott
- Syngonium wendlandii Schott
- Syngonium willdenowii Schott
- Syngonium williamsii K. Krause
- Syngonium xanthophilum Schott
- Syngonium yurimaguense Engl.
- Syngonium zuluagae Croat & Delannay